# 阿尔瓦镇
阿尔瓦镇是葡萄牙贝雅区的一个堂区。总面积36.88平方公里，总人口624人，人口密度16.9人/平方公里。